# مانويل ماريا بونس
مانويل ماريا بونس (بالإسبانية: Manuel María Ponce Brousset)‏ (و. 1874 – 1966 م) هو سياسي، وضابط بيروفي، ولد في أريكيبا، توفي في ليما، عن عمر يناهز 92 عاماً.

## مناصب
تولى منصب رئيس بيرو (25 أغسطس 1930–27 أغسطس 1930).
| المناصب السياسية  | المناصب السياسية                        | المناصب السياسية            |
| ----------------- | --------------------------------------- | --------------------------- |
| سبقه أوغستو ليقيا | رئيس بيرو 25 أغسطس 1930 - 27 أغسطس 1930 | تبعه لويس ميغيل سانشيز سيرو |